# Teracotona proditrix
Teracotona proditrix là một loài bướm đêm thuộc phân họ Arctiinae, họ Erebidae.